# 麻塘街道
麻塘街道，隶属于湖南省岳阳市岳阳县，2024年3月29日，湖南省民政厅批复同意撤销岳阳县荣家湾镇，设立荣家湾街道、麻塘街道。

## 沿革
- 民国时期，为麻塘乡
- 1952年，设立麻塘区，为一区
- 1956年，为麻塘乡
- 1958年，设立麻塘公社，包括郭镇、新开等乡
- 1973年，建立春风农场
- 1981年，更名春风公社，隶麻塘区
- 1984年，麻塘乡改置麻塘镇
- 1995年，春风乡并入麻塘镇
- 2015年，麻塘镇随城关镇、鹿角镇合并至新设立的荣家湾镇[3]
- 2017年，新设麻塘办事处，管辖区域与原麻塘镇范围一致
- 2024年，改设街道。

## 行政区划
麻塘街道下辖以下村级行政区划单位
麻塘集镇1个居委会，洞庭、金垅、畔湖新村、麻布山、麻塘、东风6个村委会。